# Five Feet Apart
Five Feet Apart is een Amerikaanse romantische dramafilm uit 2019, geregisseerd door Justin Baldoni en geschreven door Mikki Daughtry en Tobias Iaconis. De boekadaptatie werd op basis van hun scenario geschreven door Rachael Lippincott.

## Verhaal
Twee jonge mensen met taaislijmziekte ontmoeten elkaar op een ziekenhuisafdeling en krijgen gevoelens voor elkaar. Om het risico op besmetting te verkleinen mogen zij niet dichter dan 1,80 meter bij elkaar in de buurt komen. Terwijl hun band groeit, zoeken ze naar manieren om de afstand tussen hen kleiner te maken.

## Rolverdeling
- Haley Lu Richardson als Stella Grant
- Cole Sprouse als William "Will" Newman
- Moisés Arias als Poe Ramirez
- Kimberly Hébert Gregory als zuster Barbara
- Parminder Nagra als dr. Hamid
- Claire Forlani als Meredith Newman
- Emily Baldoni als zuster Julie
- Cynthia Evans als Erin Grant
- Gary Weeks als Tom Grant
- Sophia Bernard als Abby Grant
- Cecilia Leal als Camila